# Lambdina phantoma
Lambdina phantoma är en fjärilsart som beskrevs av Barnes och Mcdunnough 1916. Lambdina phantoma ingår i släktet Lambdina och familjen mätare. Inga underarter finns listade i Catalogue of Life.